# Abeliten
Abeliten oder Abeloniten (auch Abelianer, Abelonier) ist der Name einer spätantiken, christlichen Sekte gnostischen Ursprungs in Nordafrika, die nach dem angeblichen Vorbild Abels den ehelichen Umgang verwarf und je einen Jungen und ein Mädchen adoptierte und großzog. Diese mussten sich verpflichten, später selbst einmal so wie ihre Pflegeeltern zu leben. Sie beerbten dann aber auch ihre Pflegeeltern. Wenn eins der Kinder starb, wurde es sofort durch ein anderes desselben Geschlechts ersetzt. Augustinus bemerkt, dass es ihnen nicht an Kindern gefehlt habe. Die Kenntnis dieser Sekte entstammt einer Erwähnung als Häretiker durch Augustinus von Hippo, zu dessen Zeit sie bereits nicht mehr bestand.